# Langusta (skorupiak)
Langusta, langusta pospolita (Palinurus elephas syn. Palinurus vulgaris) – skorupiak morski z rodziny langustowatych. Jadalna, zaliczana do owoców morza, poławiana gospodarczo na dużą skalę. Nazywana czerwoną langustą lub langustą europejską. Nazwą langusta określane są również inne gatunki langustowatych, zwłaszcza z rodzajów Palinurus i Panulirus. Występowanie: Morze Śródziemne i Ocean Atlantycki.

## Opis
Zamieszkuje dno morskie mórz strefy gorącej i ciepłej. Langusty to dość duże skorupiaki morskie. Osiągają do 9 kg masy ciała i długość do 45 cm. Zwierzęta te odbywają sezonowe wędrówki na zimę, przemieszczając się w głębsze miejsca. Posiadają 5 par odnóży (dziesięcionóg) i liczne, twarde kolce na twardym i zwapniałym karapaksie okrywającym szczelnie przednią część ciała, czyli głowotułów. Odwłok także jest pokryty pancerzem, składającym się z ruchomych wobec siebie poprzecznych segmentów, zakończony jest szerokim wachlarzem ogonowym. Langusty nie mają szczypiec. Odnóża tułowiowe są niemal jednakowo rozwinięte. U samic ich ostatnia para jest często zakończona dwuwierzchołkowym członem. Odnóża te służą głównie do przytrzymywania jajeczek. Rozwinięte czułki są dłuższe niż głowotułów i odwłok razem wzięte, jest to przekształcona druga para odnóży. Ubarwienie od pomarańczowego do purpurowego. Co roku gubi swój pancerz, aby mogła urosnąć. Żywi się innymi skorupiakami. Dotychczas poznano około 120 gatunków langust, zamieszkujących morza tropikalne i subtropikalne. Żyją one tylko w wodach czystych, więc ich obecność świadczy o niskim stopniu zanieczyszczenia środowiska. Większa część z nich zasiedla płytkie dna mórz w sąsiedztwie rafy koralowej.